# (9241) Rosfranklin
(9241) Rosfranklin es un asteroide perteneciente al cinturón de asteroides, descubierto el 10 de agosto de 1997 por John Broughton desde el Observatorio de Reedy Creek, Gold Coast (Queensland), Australia.

## Designación y nombre
Designado provisionalmente como 1997 PE6. Fue nombrado Rosfranklin en honor a la química inglesa Rosalind Franklin, nacida en Londres y responsable de importantes contribuciones a la comprensión de la estructura del ADN.

## Características orbitales
Rosfranklin está situado a una distancia media del Sol de 3,054 ua, pudiendo alejarse hasta 3,428 ua y acercarse hasta 2,681 ua. Su excentricidad es 0,122 y la inclinación orbital 12,41 grados. Emplea 1950 días en completar una órbita alrededor del Sol.

## Características físicas
La magnitud absoluta de Rosfranklin es 12,4. Tiene 11,557 km de diámetro y su albedo se estima en 0,083.